# Boniches
Boniches – gmina w Hiszpanii, w prowincji Cuenca, w Kastylii-La Mancha, o powierzchni 53,02 km². W 2011 roku gmina liczyła 137 mieszkańców.